# Як козаки сіль купували
«Як козаки́ сіль купува́ли» — анімаційний мультфільм студії «Київнаукфільм», знятий у 1975, четверта історія серіалу «Козаки».

## Сюжет
Козаки варять борщ, але виявляється, що в них закінчилась сіль. Вони йдуть на ярмарок, де зустрічають чумаків. Ті розповідають як торгували сіллю, але її відібрав злий пан. Тур, Грай та Око вирушають до панського маєтку та викрадають мажу з сіллю, поки пан спав. Пан зі слугами вирушає навздогін на бричці.
Тур і Грай відстрілюються перцем від переслідувачів. Пан так сильно чхає, що зносить млини, з яких випадають мішки з борошном, ніби бомби з літаків. Це затримує пана, проте ненадовго. Він наздоганяє козаків і зі слугами відбирає сіль, але тараниться в паркан. Сіль опиняється в чумаків. Козаки проганяють пана та його слуг, вистріливши кожному в зад сіллю.
Чумаки хочуть подарувати козакам мішок солі, та Грай бере лише жменю.

## Знімальна група
- Режисер: Володимир Дахно
- Сценаристи: Володимир Капустян, Володимир Дахно
- Композитор: Володимир Губа
- Художник-постановник: Едуард Кірич
- Мультиплікатори: Олексій Букін, Адольф Педан, Юрій Мещеряков, Єфрем Пружанський, Михайло Титов
- Оператор: Анатолій Гаврилов
- Редактор: — Світлана Куценко
- Звукооператор: — Ірина Чефранова
- Директор картини — Іван Мазепа